# The Underneath
The Underneath (antes conocido como Transtic Nerve) era una banda musical de rock japonés formada en 1996 que trabajaba con Stirring Records en Japón y JShock en los Estados Unidos. En 2010 el grupo se separó y reformó (sin su 2º guitarrista Tal) con el nombre de Defspiral.
En el 2008 la banda lanzó su primer disco como The Underneath. La alineación de la banda se ha mantenido constante desde 1996. Como Transtic Nerve la banda tocaba un tipo de rock más sencillo, pero cambio a un estilo más pesado y más oscuro desde su transformación a The Underneath.

## Historia
Transtic nerve se formó en noviembre de 1996 con la alineación de Tal en la guitarra, Ryo en el bajo y Masaka en la batería. Más tarde contrataron a Taka como vocalista y a Masato como guitarrista. El siguiente año, en agosto, lanzaron su álbum debut Transtic Vision.
En 1998, la banda fue notada por el famoso guitarrista Hideto Matsumoto (integrante de X Japan) y firmó para su sello, Lemoned Label. El próximo año, Transtic Nerve lanzó su primer sencillo, "Shindo" , y su primer gran álbum Cell Flash con Unlimited Records en julio de 1999.
En 2000, la banda lanzó dos singles más, "Into Yourself" y "Binetsu", ambas acompañadas de una larga gira que duró la mayor parte del año. Después de la gira, la banda lanzó un nuevo sencillo, "Manazahi no mukou e", seguido de un álbum, Recall, en marzo de 2001. Después de la gira de Recall , la banda lanzó un nuevo sencillo, "Manatsu no Yoru no Highway Star" a finales de 2001. Entre 2002 y 2004, la banda tuvo pocas apariciones, con sólo un álbum de estudio original, Raise a Flag en 2004. Después del trabajo realizado en el 2004, la banda se transformó a un estilo con más influencias del metal, y en el 2005 Transtic nerve lanza un EP, Hole in the Wall, demostrando su nueva dirección.
Después de una larga pausa en la actividad de la banda, Transtic Nerve resurgió en el 2007 con el anuncio de una identidad nueva, The Underneath. La banda no iba a cambiar de integrantes, sino un cambio de estilo, moviéndose a un estilo más pesado y más oscuro musicalmente hablando. El debut de la banda fue en el Taste of Chaos Tour 2008 en los Estados Unidos. The Underneath anunció finalmente su primer álbum, Moon Flower, que se publicó en marzo de 2008, primero en los Estados Unidos con el sello discográfico JShock recién formado, en parte fundado por Yoshiki Hayashi de X Japan.

## Integrantes
- Taka - vocal
- Tal - guitarra
- Masato - guitarra
- Ryo - bajo
- Masaki - batería

## Discografía

### Transtic Nerve

#### Álbumes
- Shell (1998) - Limited/Sonic
- Cell Flash (1999) - Unlimited/Massive
- Recall (2001) - Unlimited/Massive
- Raise a Flag (2004) - Master Tune

#### Miniálbumes
- Metabolism – Master Tune
- Metabolism #2 (2002) – Master Tune
- The Moment of Metabolism (2002) – Master Tune
- Metabolism #3 (2003) – Master Tune
- Hole in the Wall (2005) – Master Tune

#### Singles
- Shindou (1999) - Unlimited/Massive
- Wake Up Your Mind's "Jesus" (1999) - Unlimited/Massive
- Overhead Run (1999) - Unlimited/Massive
- Into Yourself (2000) - Unlimited/Massive
- Binetsu (2000) - Unlimited/Massive
- Manazashi no Mukou e (2001) - Unlimited/Massive
- Manatsu no Yoru no Highway Star (2001) - Unlimited/Massive

### The Underneath
Álbumes
- Moon Flower (2008) – JShock
- US. (2009)